# سايم داربي
سايم داربي بيرهاد (MYX: 4197) هي تكتل تجاري ماليزي. تعمل أعمالها الأساسية وتخدم في قطاعات الصناعة والمزارع والمحركات والخدمات اللوجستية بالإضافة إلى قطاعات الرعاية الصحية والتأمين وتجارة التجزئة.

## المسئولية الإجتماعية
ياياسان سايم داربي هي الذراع الخيرية لـ سايم داربي. وافق سايم داربي بيرهاد على المساهمة بمبلغ 20 مليون رينغيت ماليزي سنويًا في ياياسان سايم داربي (مؤسسة سايم داربي) لمدة 5 سنوات اعتبارًا من نوفمبر 2017.